# Samtgemeinde Nordhümmling
La comunità amministrativa di Nordhümmling (Samtgemeinde Nordhümmling) si trova nel circondario dell'Emsland nella Bassa Sassonia, in Germania.

## Suddivisione
Comprende 5 comuni:
1. Bockhorst
2. Breddenberg
3. Esterwegen
4. Hilkenbrook
5. Surwold

Il capoluogo è Esterwegen.